# Стумбански дървен мост
Стумбанският мост (на гръцки: Ξύλινη γέφυρα των Στουμπάνων) е дървен мост в южномакедонския град Негуш, Егейска Македония, Гърция. Мостът е построен в района Стумбани и е първият на негушката река Арапица в града. В Стумбани в 1822 година по време на Негушкото въстание се удавят местните жени, за да избегнат гаври. Под дървения мост има изграден бетонен пътен мост със същото име. В 2002 година мостът е обявен за паметник на културата. Поддържан е от община Негуш.